# Ятра
Я́тра (санскр. यात्रा, IAST: Yātrā, «путешествие», «процессия») — санскритский термин, которым в индуизме называют паломничество в святые места (такие как места слияния священных рек, святые места, ассоциируемые с «Махабхаратой» и «Рамаяной» и др.). Ятры являются групповым паломничеством. Тех, кто участвует в ятре, называют ятри. Ятра — это один из ритуалов камья — для индуиста, его совершение желательно, но не обязательно. Ятры проводят по разным причинам: празднование религиозного фестиваля, совершение ритуалов по умершим предкам, обретение хорошей кармы. Для индуистов сам процесс ятры является равнозначным месту её назначения. Трудности, преодолеваемые в пути, считаются духовно очищающими и рассматриваются как акт преданности Богу. Согласно верованиям индуистов, посещение святых мест очищает душу и позволяет человеку приблизиться к Богу.
В современной Индии ятры представляют собой организованные массовые паломничества, устроительством которых занимаются многочисленные туристические компании. Государственные органы индийских штатов также играют активную роль в организации наиболее крупных ятр и контроле за их проведением.
Термин «ятра» также используется для обозначения религиозных процессий, или любого фестиваля, частью которого является процессия (например — Ратха-ятра). В современной Индии, термином «ятра» также называют политические марши и демонстрации.